# Национальное общество изобразительных искусств
Национальное общество изобразительных искусств (фр. Société nationale des beaux-arts, сокр. SNBA) — художественное общество (ассоциация), получившее короткое название «La Nationale», которое обозначало две группы французских художников: первая организовывала выставки в начале 1860-х годов, вторая — ежегодные выставки с 1890 года.

## История
Ассоциация была основана в 1861 году под председательством писателя Теофиля Готье; его заместителем стал живописец Эме Милле. В состав комитета общества вошли живописцы Эжен Делакруа, Альбер-Эрнест Каррье-Беллёз и Пьер Пюви де Шаванн. Порывая с официальным Парижским салоном, новое сообщество намеревалось сделать искусство менее зависимым от академического жюри и способствовать самостоятельной деятельности художников, в том числе в коммерческой сфере. Выставки, как правило, проходили в галерее Louis Martinet, расположенной на Итальянском бульваре.
В числе экспонентов Национального общества изобразительных искусств были: Леон Бонна, Жан-Батист Карпо, Шарль-Франсуа Добиньи, Лора Фреддуччи, Гюстав Доре, Антони Дамиен, Альбер Мари Лебур и Эдуард Мане. В 1864 году, сразу после смерти Эжена Делакруа, общество организовало ретроспективную выставку 248 картин и литографий, а затем прекратило своё существование.

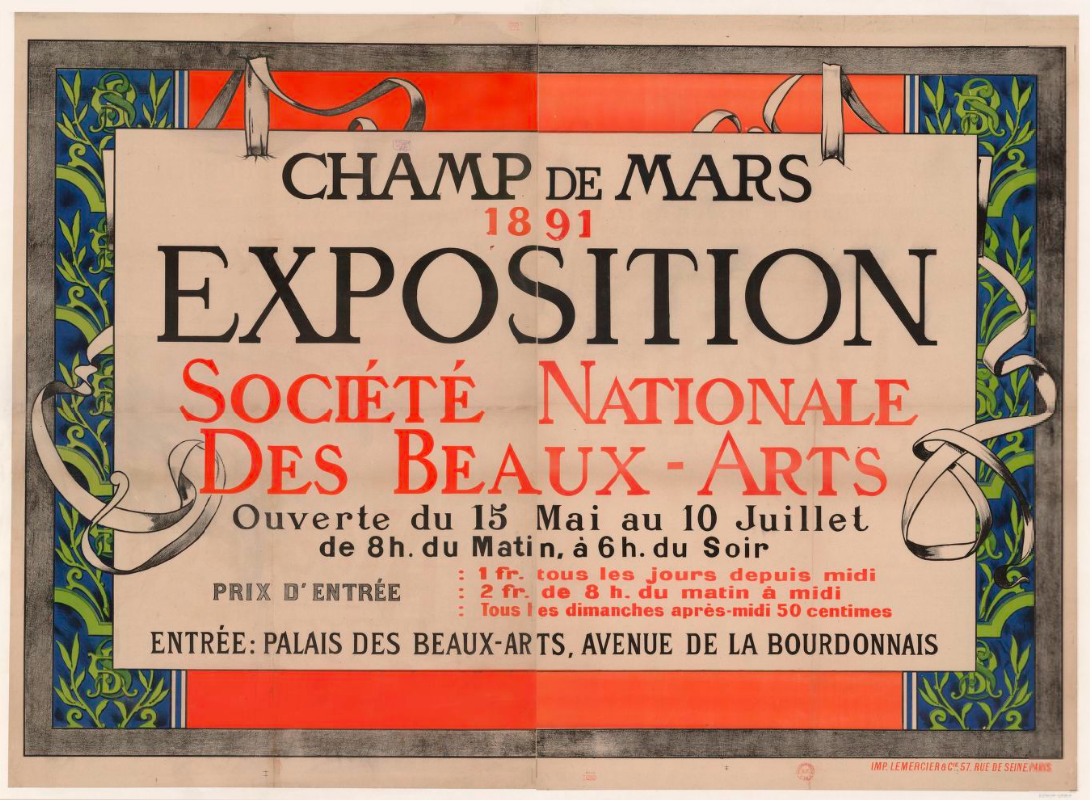
Афиша выставки 1891 года на Марсовом поле в Париже

Второе Национальное общество изящных искусств было образовано в 1890 году художниками, противопоставлявшими себя и своё творчество традиционному академическому искусству, что можно рассматривать как проявление сецессионизма в искусстве. Председателем стал живописец Жан-Луи-Эрнест Мейссонье. В состав второго общества вошли некоторые участники первого, например, Пьер Сесиль Пюви де Шаванн. Также в состав сообщества вошли: Каролюс-Дюран, Феликс Бракмон, Жюль Далу, Огюст Роден, Пьер Каррье-Беллёз, Эмилиан Лэзареску и другие художники.
Ежегодные выставки нового Национального общества изящных искусств проходили на Марсовом поле в Париже и традиционно открывались после официальной выставки Салона французских художников.
Первой женщиной-художницей, принятой в общество в 1894 году, стала Сюзанна Валадон.